# اینگا آبل
اینگا آبل (انگلیسی: Inga Abel؛ ۷ ژوئیه ۱۹۴۶ – ۲۷ مهٔ ۲۰۰۰) هنرپیشه اهل آلمان بود که در دوسلدورف متولد شد و از هشت سالگی آموختن باله و اسکیت نمایشی را آغاز کرده بود.